# Яковлева, Татьяна Константиновна
Татьяна Константиновна Яковлева — советский хозяйственный, государственный и политический деятель.

## Биография
Родилась в 1924 году в Угличе. Член КПСС.
Окончила Ивановский текстильный институт.
В 1947—1962 — стажер ремонтного отдела ткацкого производства, мастер, начальник цеха, начальник ОТК, инженер прядильно-ткацкой лаборатории, инженер технического отдела комбината «Большевик».
В 1962—1982 — главный инженер текстильного комбината «Большевик» Родниковского района Ивановской области.
За реконструкцию, модернизацию и техническое перевооружение предприятий текстильной и лёгкой промышленности Ивановской области без остановки производства, с уменьшение численности работающих и увеличением выпуска продукции была в составе коллектива удостоена Государственной премии СССР в области науки и техники 1981 года.
Делегат XXV съезда КПСС.
Умерла в 2007 году в Родниках.

## Награды
- Орден Ленина
- Орден Октябрьской Революции
- Орден Трудового Красного Знамени